# Thunbergia cyanea
Thunbergia cyanea är en akantusväxtart som beskrevs av Boj. och Christian Gottfried Daniel Nees von Esenbeck. Thunbergia cyanea ingår i släktet thunbergior, och familjen akantusväxter. Utöver nominatformen finns också underarten T. c. platyphylla.